# Journal of Chemometrics
Journal of Chemometrics (abrégé en J. Chemometr.) est une revue scientifique à comité de lecture. Ce mensuel publie des articles de recherches originales dans le domaine de la chimiométrie.
D'après le Journal Citation Reports, le facteur d'impact de ce journal était de 1,50 en 2014. Actuellement, le directeur de publication est Paul J. Gemperline (Université de l'Est de la Caroline, États-Unis).